# Музей искусств и ремёсел (Гамбург)
Музей искусств и ремёсел в Гамбурге (нем. Museum für Kunst und Gewerbe Hamburg, MKG) — один из первых в Европе художественно-промышленных музеев, открытый в 1874 году. Расположен в Гамбурге, в районе Святого Георга, на площади Штайнторплац.
Создание художественно-промышленного музея отвечало потребностям бурного развития промышленного производства в последней трети XIX века, возрастания общественного интереса, осознания необходимости подготовки квалифицированных мастеров и художников для растущей промышленности (то, что со временем назовут словом дизайн) и кустарных производств (художественных ремёсел). После первой Всемирной выставки в Лондоне в 1851 году, по всей Европе были создавались музеи прикладного искусства и художественных ремёсел, призванные служить примером для мастеров, художников, промышленников и коммерсантов в деле «воспитания вкуса», единения искусства и ремесла и внедрения искусства в промышленность, которая испытывала недостаток в квалифицированных кадрах мастеров-проектировщиков.
В 1857 году был основан Южно-Кенсингтонский музей, (позднее: Музей Виктории и Альберта) в Лондоне, в 1864 году Музей декоративного искусства в Париже и Императорский и королевский австрийский музей искусства и промышленности в Вене, в 1867 году Музей художественных ремёсел в Берлине. В 1885 году был создан Художественно-промышленный музей (Прага) Художественно-промышленный музей в Праге.

## История музея
Первое предложение о создании в Гамбурге музея художественных ремёсел было сделано в 1861 году местным «Патриотическим обществом 1765» (Patriotische Gesellschaft von 1765), члены которого полагали, что создание музея поможет местным коммерческим школам и продвижению организаций городской промышленности. В 1868 году отдел «Ремесленной ассоциации» (Gewerbe-Verein), созданный при обществе, собрал средства на сумму в 13 000 марок, с помощью которых секретарь «Ассоциации искусства и науки в Гамбурге» (Verein für Kunst und Wissenschaft in Hamburg) Юстус Бринкман, сделал первые покупки для будущей музейной коллекции, которая «давала бы возможность познакомиться с историей художественных ремёсел и оказывала бы благотворное влияние на развитие вкусов», а мастерам, занятым в промышленности, «предоставляла бы образцы, достойные подражания». Была образована комиссия по созданию музея. Приобретение экспонатов продолжилось и во время Всемирной выставки 1873 года в Вене.
В итоге музей был основан 15 сентября 1874 года, став пятым подобным заведением в Европе. Вначале музей был расположен во «временном выставочном центре». В том же году городской сенат признал недостаток в Гамбурге учреждений в области декоративно-прикладного искусства и утвердил финансирование музея — с целью продвижения регионального искусства и ремёсел.
В сентябре 1876 года «Всеобщая ремесленная школа» (Allgemeine Gewerbeschule), в которую также входило «Государственное строительное училище» (Staatliche Baugewerkschule), переехала в недавно построенное здание школы и музея на месте, которое тогда называлось «Овечий рынок» (Lämmermarkt), где в конце месяца и был открыт «Гамбургский музей искусств и ремёсел» (Museum für Kunst und Gewerbe Hamburg). Директором был назначен Ю. Бринкман.
Новый музей разделил восемнадцать комнат на первом этаже с ботаническим и этнографическим музеями. В здании музея на Штайнторплац также до 1970 года располагалось ремесленное училище и Школа учёных Йоханнеума (Gelehrtenschule des Johanneums) (приходская школа церкви Св. Иоанна), в которой учили кроме всего прочего рисунку и живописи. Музей поддерживается фондом публичного права и представляет собой «культурное учреждение, в частности прикладного искусства, с его коллекциями европейских, древних и азиатских культур».
Целью директора-основателя Бринкмана было «сформировать художественный вкус и повысить художественный уровень местной промышленности», предоставив мастерам наиболее удачные образцы со всего мира.
Юстус Бринкман руководил музеем до своей кончины в 1915 году, регулярно посещая Всемирные выставки для пополнения гамбургской коллекции: до сих пор в коллекцию входят собранные им фотографии, плакаты, предметы в стиле модерна и традиционного японского искусства. В 1879 году впервые состоялась специальная ярмарка изделий художественных ремёсел, которая ежегодно проводится до настоящего времени. В первые годы своего существования музей даже выдавал предметы из коллекции местным ремесленникам — «для вдохновения».
Преемник Бринкмана, Макс Зауерланд (1919—1933), дополнил коллекцию произведениями живописи: в годы его правления были приобретены работы экспрессионистов. После прихода к власти в Германии национал-социалистов в апреле 1933 года, он был уволен с поста директора «за приверженность „дегенеративному искусству“». Из 250 картин экспрессионистов, входивших в собрание в 1937 году, сохранились лишь немногие.
В 1943 году здание музея было частично разрушено в ходе воздушного налёта американской авиации на город. Восстановление было завершено в 1959 году. Ремесленные школы постепенно покидали музейное здание — последние были закрыты в 1975 году. В 1996 году была начата комплексная реконструкция, которая завершилась уже в XXI веке, в 2012 году. Директор Сабина Шульце, назначенная в 2006 году, преобразовала постоянную экспозицию, распределив её на исторические и тематически отделы. Хотя подобная трансформация получила в целом высокую оценку местной прессы, новая экспозиция в отделе фарфора и фаянса была критически воспринята любителей керамики.
Помимо представления постоянной экспозиции, Музей искусств и ремёсел регулярно проводит временные выставки — как из своих фондов, так и арендуя экспонаты из других музеев. Выставки предоставляют широкой аудитории как образцы декоративно-прикладного искусства, так и произведения современного дизайна, уделяя особое внимание искусству фотографии и прикладной графики.
В 1977 году была проведена большая ретроспективная выставка «Высокое искусство между бидермайером и модерном: историзм в Гамбурге и Северной Германии» («Hohe Kunst zwischen Biedermeier und Jugendstil: Historismus in Hamburg und Norddeutschland»). На выставке доминировали изделия декоративно-прикладного искусства, созданные в период соответственно заглавию (после 1848 года и до начала 1890-х годов). После этой выставки термин «историзм» стали постоянно применять к истории декоративно-прикладного искусства этого периода. В 1986 году подобная выставка совместно с Гамбургским музеем была проведена в санкт-петербургском Эрмитаже.
В начале 2016 года музей проводил выставку о контркультуре (субкультурах) 1980-х годов и её ключевых художниках «Geniale Dilletanten — Subkultur der 1980er-Jahre in Deutschland». В 2015 году музей посетили 241 000 человек.

## Здание
Музейное здание было построено в 1873—1875 годах по проекту архитектора Карла Иоганна Кристиана Циммермана (1831—1911). Это четырёхэтажный комплекс с двумя внутренними дворами аналогично музейному зданию в Вене. В 1891 году здание получило пристройку, в которой разместился Музей естественной истории — пристройка была разрушена в 1943 году. Тренажёрный (физкультурный) зал, изначально «неадекватный» своему предназначению — в связи с наличием в нём четырёх массивных колонн — был вскоре переоформлен в выставочное пространство; в 1952 году он был ещё раз перестроен. Здание было занесено в список архитектурных памятников в 1981 году. В 2000 году библиотека, ранее находившаяся в мезонине, переехала в подвал сохранив свой фонд в 200 000 томов.

## Экспозиция музея
Музейная коллекция насчитывает около 500 000 предметов и разделена на четырнадцать тематических категорий. Среди них выделяются: изделия китайского и японского фарфора, делфтских фаянсов, богемского стекла, традиционные изделия из металла, западноевропейские и восточные ткани, шпалеры, предметы народного творчества многих стран мира. Специальные разделы посвящены средневековой скульптуре, резьбе по дереву, мебели изделиям из резной кости, фотографии, театральному и рекламному плакату.

## Экспонаты музея

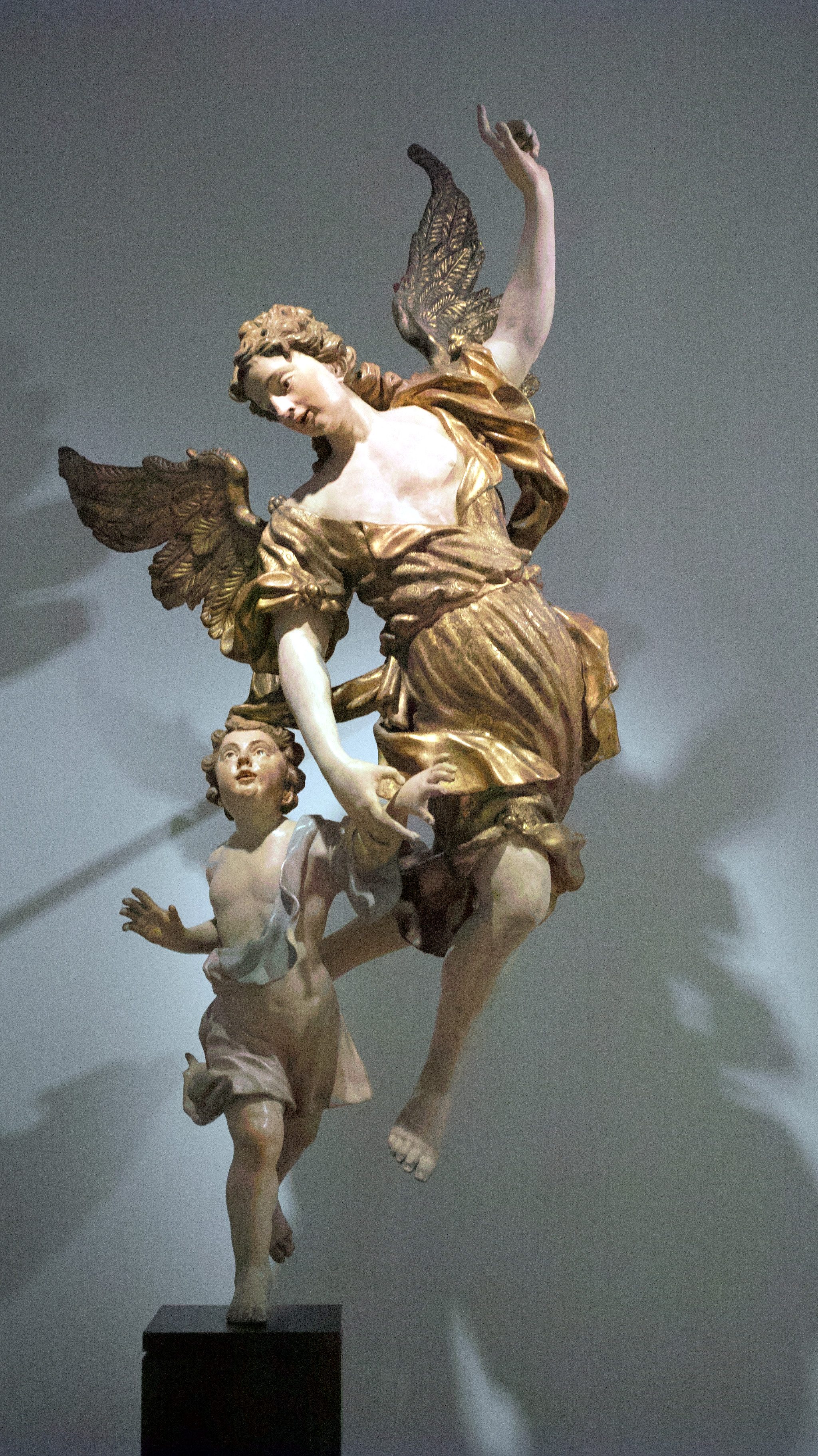
Ангел-хранитель. Южная Германия. Ок. 1700. Дерево, роспись
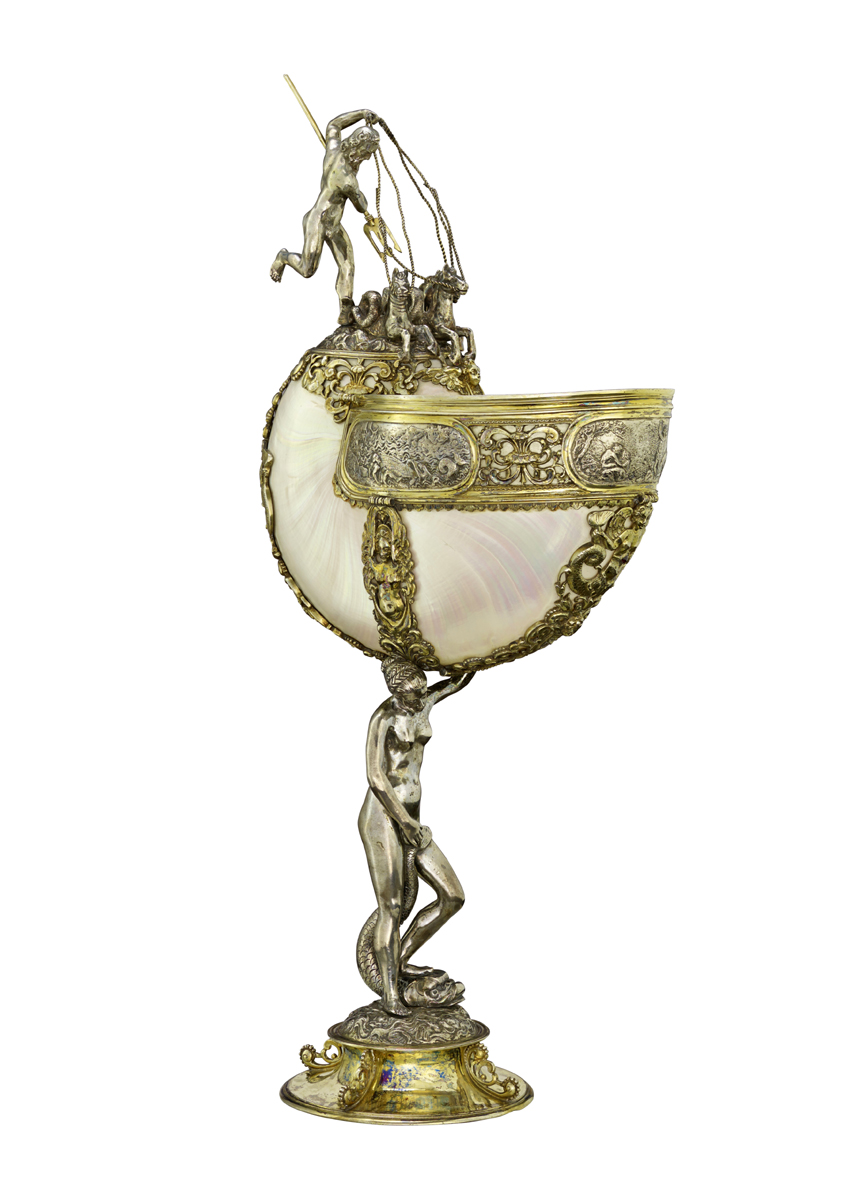
Кубок-наутилус. Ок. 1600. Германия
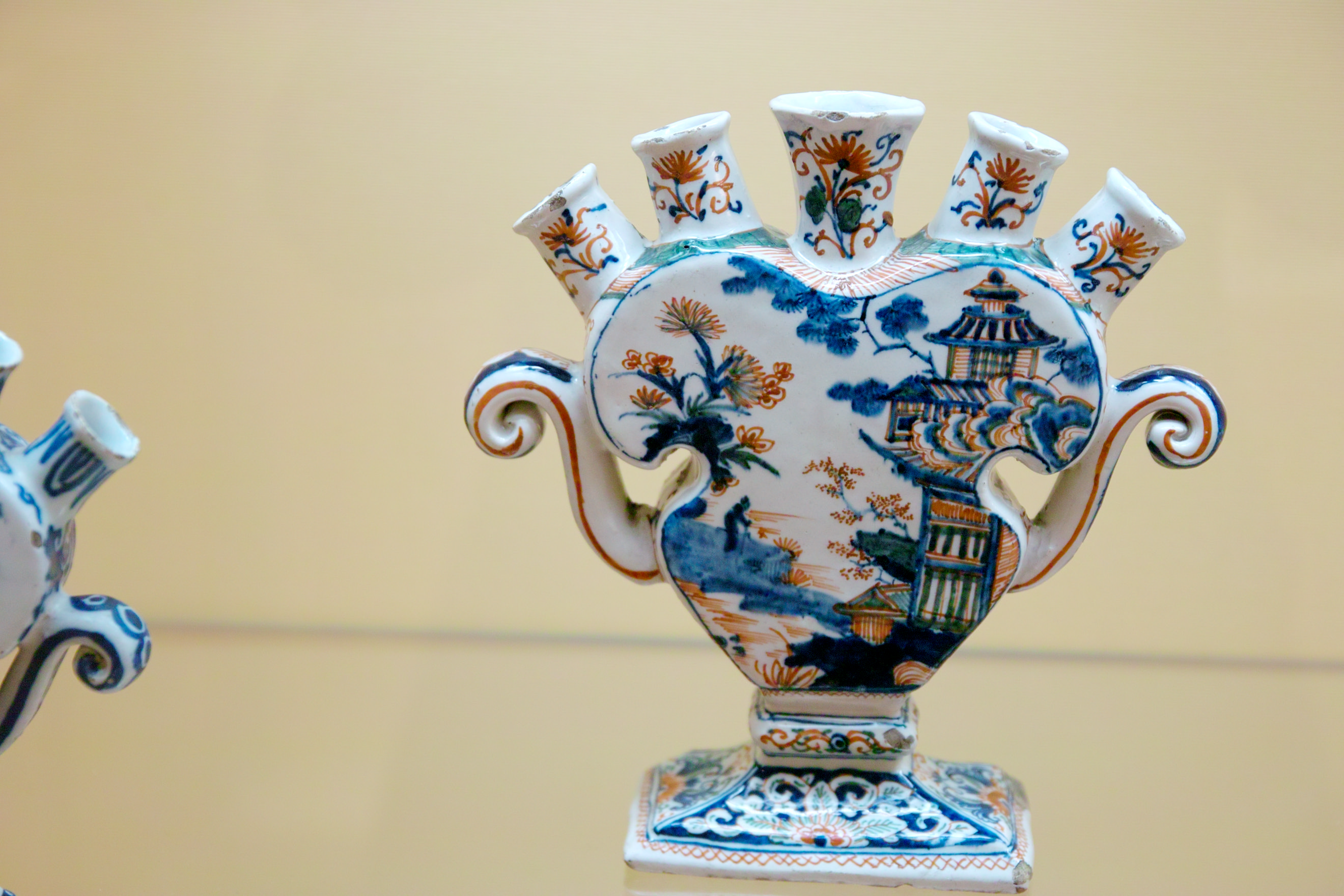
Ваза для тюльпанов. 1695—1715. Делфт, Голландия. Фаянс
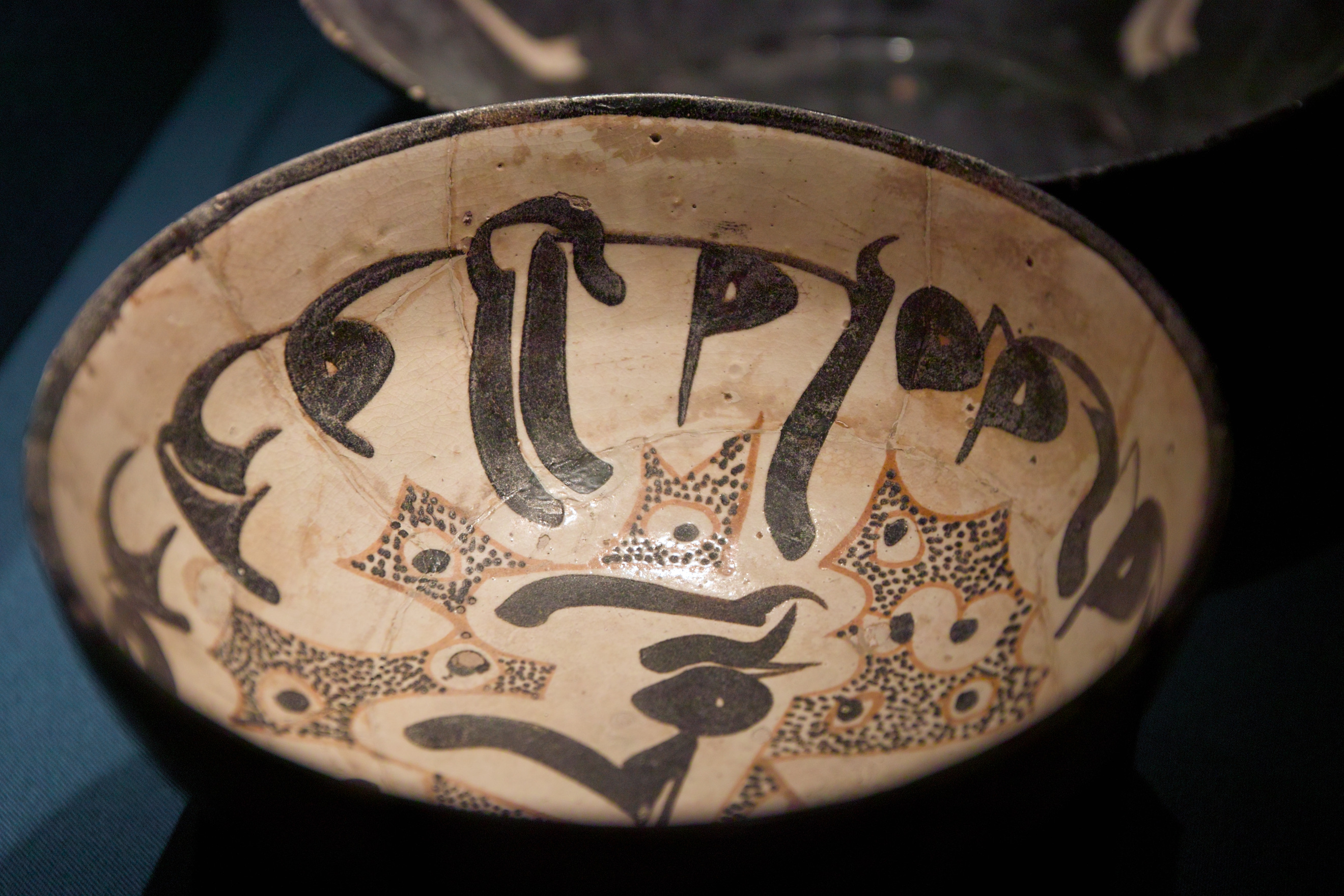
Чаша с куфической надписью. Иран. Династия Саманидов. X век. Керамика
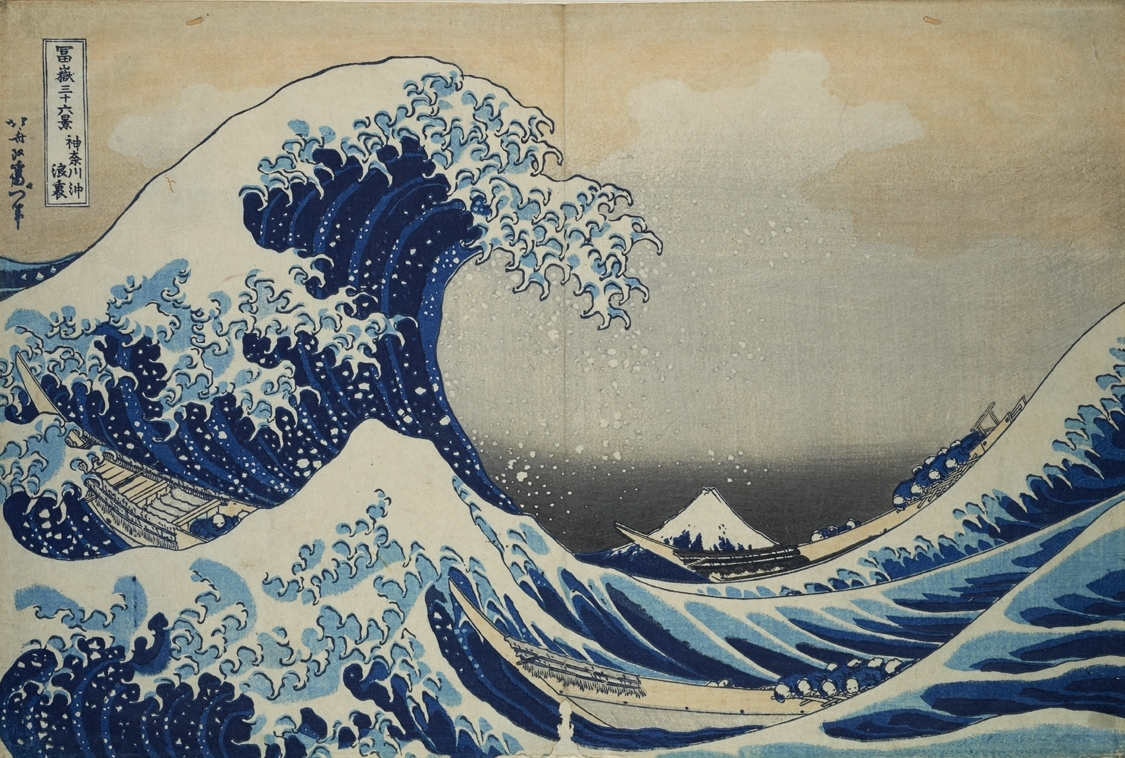
Кацусика Хокусай. Большая волна в Канагаве. 1823—1831. Цветная гравюра на дереве
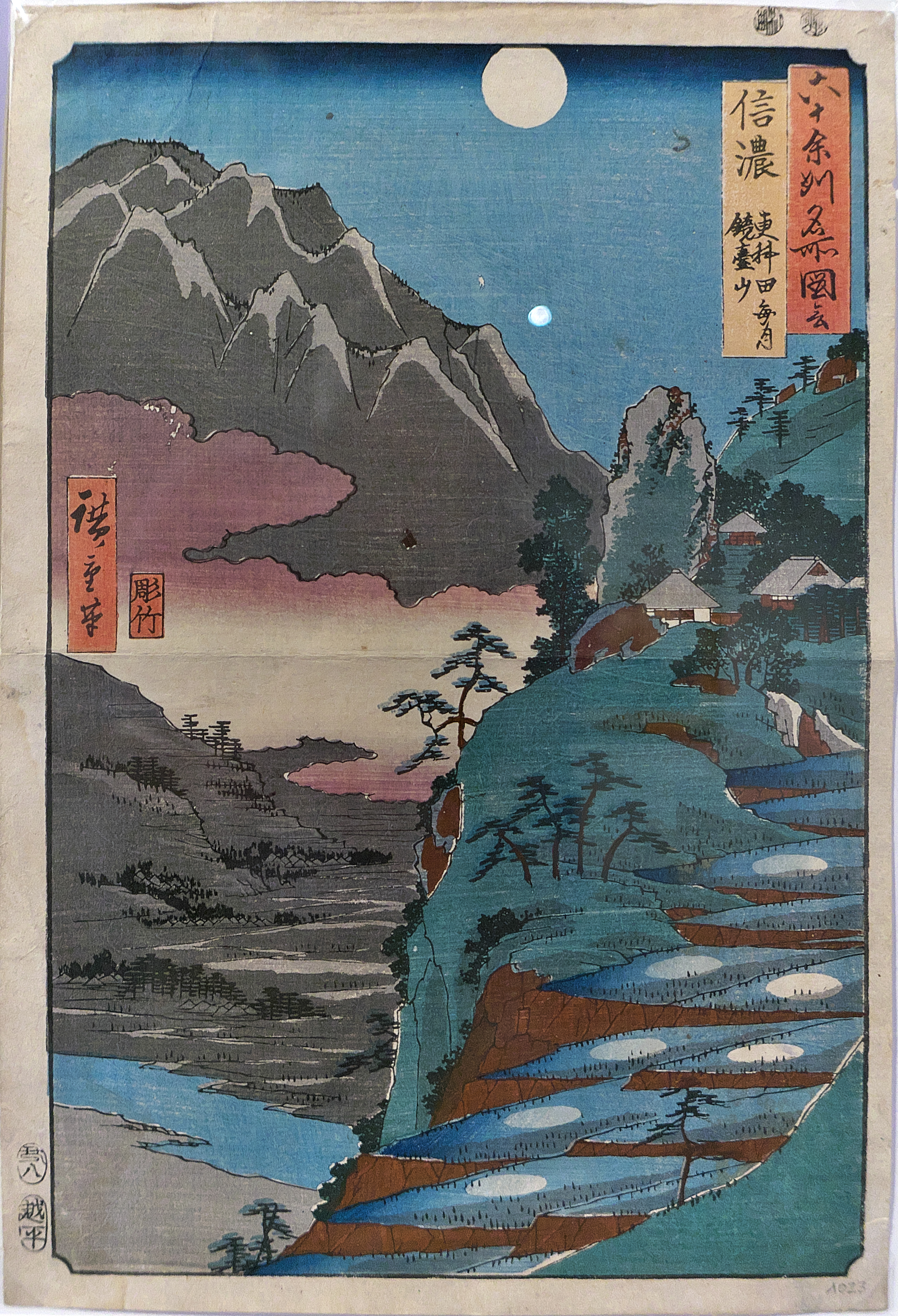
У. Хиросигэ. Провинция Шинано. 1853. Цветная гравюра на дереве
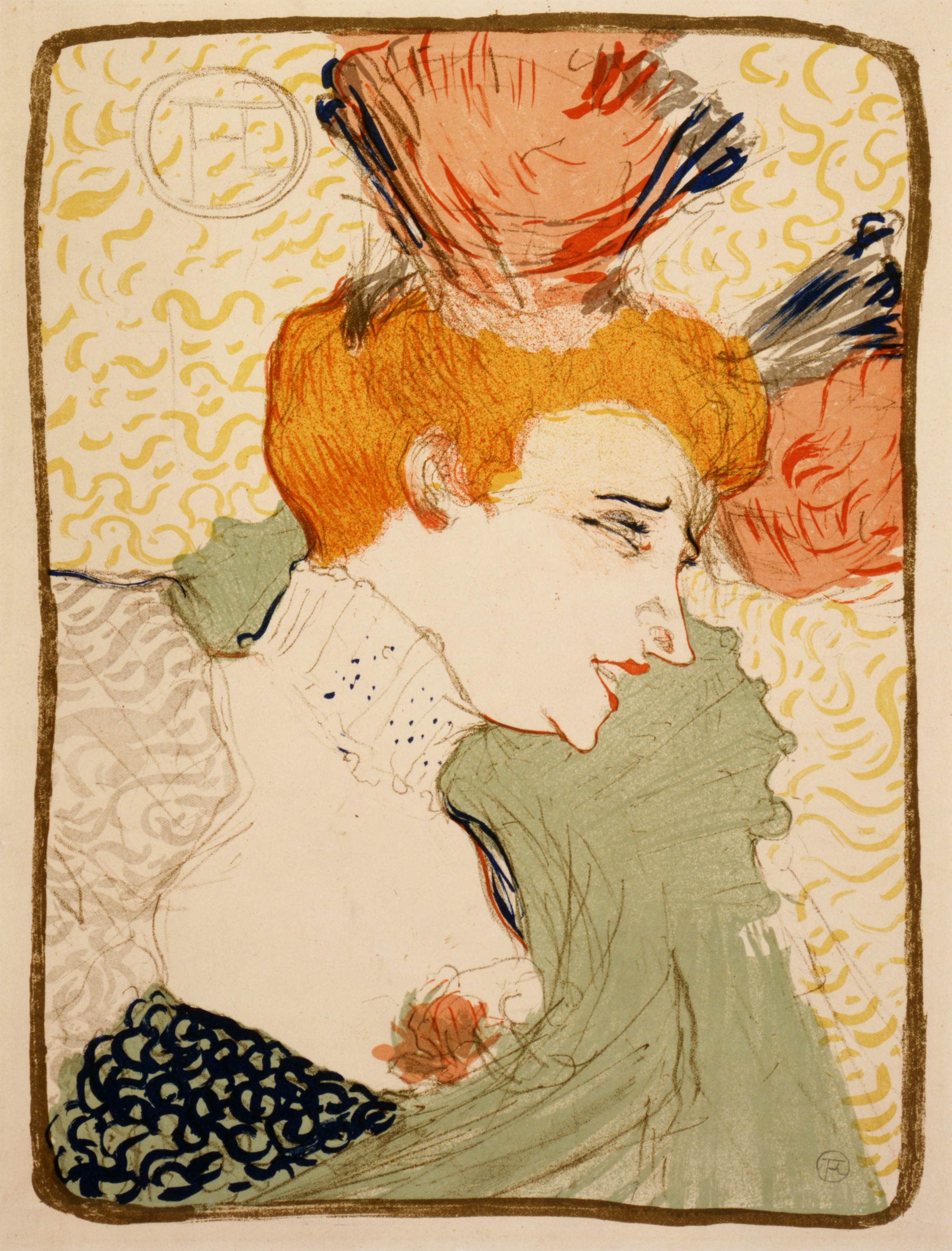
А. де Тулуз-Лотрек. Мадемуазель Марсель Лендер. 1895. Хромолитография
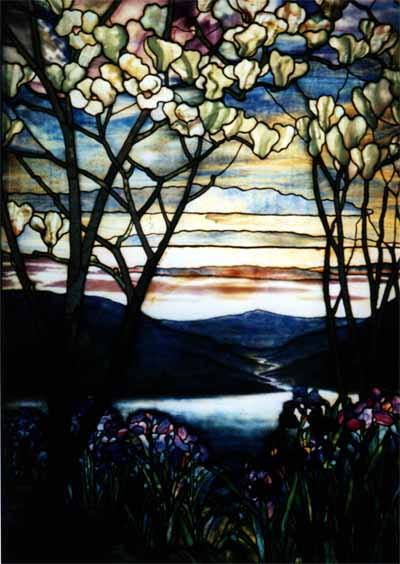
Витраж Л. К. Тиффани